# Who Are the True?
Who Are the True? è il terzo album in studio del gruppo musicale brasiliano Vulcano, pubblicato nel 1988 dalla Cogumelo Records.

## Tracce
1. The Next – 5:05
2. Who Are the True? – 3:48
3. Different Lands – 3:10
4. Fuck Them – 1:32
5. Witche's Sabbath (1985) – 2:17
6. Never More – 2:37
7. Flies Around the Shit – 3:48
8. Do You Remember – 2:36
9. Hercobulus – 5:42

## Formazione

### Gruppo
- Angel – voce
- Zhema – chitarra
- Fernando Levine – basso
- Arthur Von Barbarian – batteria